# Michael Huth (Physiker)
Michael Huth (* 1964) ist ein deutscher Experimentalphysiker.

## Leben
Er studierte Physik an der TH Darmstadt. Nach der Promotion an der TH Darmstadt 1995 war er Postdoc in Mainz (1995–1997). Ein DFG-Forschungsstipendium führte ihn ans Physics Department and Center for Materials Science, University of Illinois at Urbana-Champaign (1997–1998). Er war Hochschulassistent in Physik an der Universität Mainz (1998–2001). Nach der Habilitation in Experimentalphysik in Mainz 2001 war er ebenda Hochschulassistent 2001. Seit 2002 ist er C3-Professor für Experimentalphysik an der Goethe-Universität. Huth leitet am dortigen Physikalischen Institut die Arbeitsgruppe „Dünne Schichten und Nanostrukturen“. Er war von 2010 bis 2012 Dekan des Fachbereichs Physik und ist seit 2021 Vizepräsident für „Strategische Organisations- und Qualitätsentwicklung“ der Goethe-Universität.
2011 wurde er zum ordentlichen Mitglied der Academia Europaea gewählt.
Huth ist verheiratet und Vater von zwei Kindern.

## Schriften (Auswahl)
- Transportphänomene und Kohärenz in epitaktisch gewachsenen Schwere-Fermionen-Supraleiter-Filmen. 1995, OCLC 71794663.

## Einzelnachweis
1. ↑  Eintrag auf der Internetseite der Academia Europaea

| Personendaten    | Personendaten      |
| ---------------- | ------------------ |
| NAME             | Huth, Michael      |
| KURZBESCHREIBUNG | deutscher Physiker |
| GEBURTSDATUM     | 1964               |